# 伊藤徳五郎

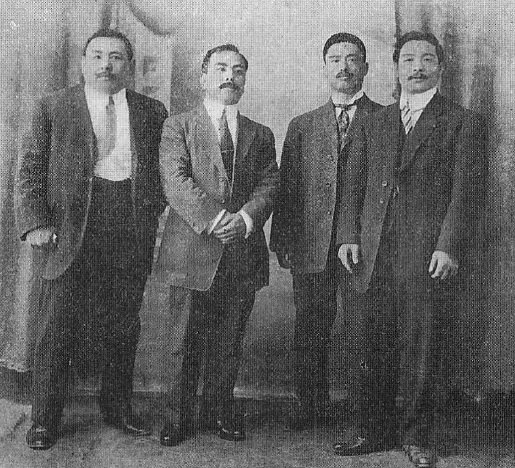
「玖馬の四天王」の写真。伊藤は右から二番目。

伊藤 徳五郎（いとう とくごろう、1878年（明治11年）- 1939年（昭和14年）1月22日）は、日本人の柔道家・プロレスラーである。「キューバの四天王」の一人。
ウェッブサイト "Cageside Seats" でジョン・S・ナッシュは、キューバの四天王はブラジルにおける「MMAの父」であった、との考えを述べている。

## 生涯

### 生い立ち
秋田県の南外（後の大仙市南外）坊田で、代々肝煎や村役人を務めてきた造り酒屋の地主・伊藤多吉の長男として生まれた。
坊田小学校を卒業し、秋田尋常中学校に進学するが同校のストライキの影響で退学し、東京の錦城中学校へと転学して卒業した。その後早稲田大学へ入学して本格的に柔道を始めるが、大学と柔道の両立に苦しみ中央大学、明治大学と転学して1902年（明治35年）に中退した。
中退後は講道館で嘉納治五郎門下となって磯貝一・徳三宝・三船久蔵らと共に柔道に励んだ。また、ジオ大森は伊藤に師事した。

### 渡米後
伊藤は1908年に渡米し、しばらくシアトルで日本人移民に柔道を教えた。彼の著名な生徒には、樋上蔦雄が含まれている。
1911年にキューバへ渡って大野秋太郎・前田光世・佐竹信四郎とつながり、彼らは「玖馬（キューバ）の四天王」として知られていた。
さらに1912年から1916年までは南米へ渡っていたがその後アメリカへ戻り、翌1917年、ロサンゼルスに「羅府道場」を設立した。

### プロレス
1909年に、伊藤と外国人との最初のプロレスの試合が行われ、伊藤がアメリカのプロレスラーであるエディー・ロビンソンを破った 。ウェッブサイト "Cageside Seats" でジョン・S・ナッシュは、この試合はブラジルでは異なるだろうが世界的にはMMAの起源であるとの考えを示唆している。1916年の内に伊藤はアド・サンテルと二度対戦し、初戦は負けたものの二戦目では勝利した。初戦の敗因は伊藤がサンテルに頭をぶつけられたためであるという。当時の伊藤は五段だった。

### 帰郷後
1922年（大正11年）8月に父の大病をうけて帰郷し、父の死後は農業で生計を立てながら大曲農業学校や角館中学校で柔道を教えた。
1939年（昭和14年）1月22日、61歳で死去。